# João Fahrion
João Fahrion (Porto Alegre, 4 de outubro de 1898 – Porto Alegre, 11 de agosto de 1970) foi um pintor, ilustrador, desenhista, gravador e professor brasileiro.
Levou uma vida discreta, inteiramente dedicada à sua carreira, mas em certos períodos apreciou a boemia. Passou muitos anos atribulado por crises periódicas de depressão, que em seus anos finais o deixou incapacitado. Recebeu uma sólida formação acadêmica, estudando em Amsterdam, Berlim e Munique, com bolsa concedida pelo governo do Rio Grande do Sul, mas entrou em contato com as vanguardas modernistas e delas recebeu influência. Nos anos 1930-1940 foi prolífico capista e ilustrador da Revista do Globo e de livros infantis publicados pela Editora Globo, criando imagens alinhadas à estética modernista que circularam por todo o Brasil e que o creditaram como um dos grandes ilustradores de sua geração. Deu aulas no Instituto de Belas Artes de Porto Alegre de 1937 a 1966, sendo considerado um excelente professor e formando gerações de alunos.
Na pintura deixou obra extensa, centrada nos retratos, nos autorretratos e nas cenas de bastidores do teatro e do circo. Os retratos, embora de grande qualidade, são tipicamente conservadores, produzidos para a elite gaúcha, e lhe trouxeram uma apreciável fama dentro deste círculo. Já os autorretratos e as cenas, em que surge nítida a influência da Nova Objetividade e do Expressionismo alemães, são os grupos, junto com suas ilustrações, em que deixou sua contribuição mais original e renovadora para a arte de seu estado natal. Hoje seu nome parece definitivamente consagrado no Rio Grande do Sul, é considerado por outros críticos brasileiros como um mestre, e é um consenso que sua obra precisa ser mais conhecida e divulgada, principalmente no restante do Brasil. Tem obras em muitas coleções privadas e públicas.

## Biografia
João Fahrion nasceu em Porto Alegre, filho de Johann Willelm Fahrion, dono de uma serraria em Novo Hamburgo, e Lina Catarina Ganns, de uma família abastada de São Leopoldo. Teve um irmão cinco anos mais velho, chamado Ricardo. Com oito anos perdeu o pai em circunstâncias trágicas: deprimido e mergulhado em dívidas, suicidara-se. A mãe, caída na miséria, teve de buscar trabalho e tirou Ricardo do colégio. Lina aprendeu técnicas elementares de odontologia e percorreu o interior do estado fazendo obturações e arrancando dentes; ganhava assim a vida, ajudada por Ricardo. João, por sua vez, tinha uma saúde frágil e temperamento instável, e era constantemente protegido pela mãe. Conforme um relato de Carlos Raul Fahrion, sobrinho do artista, no colégio João era encrenqueiro e isolado, não falava com ninguém, distraía-se nas aulas e passava o tempo desenhando, o que o entretinha também em casa.

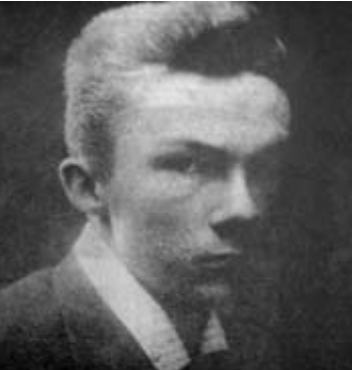
João Fahrion em torno de 1920

Seu primeiro professor de desenho foi Giuseppe Gaudenzi, um decorador e escultor de formação acadêmica que lecionava na Escola Técnica Parobé. Sob sua tutela, João expôs trabalhos seus pela primeira vez em 1920, nos altos da loja Esteves Barbosa, com boa receptividade. No mesmo ano, recebeu uma bolsa de estudos do Governo do Estado, indo se aperfeiçoar na Alemanha.
Seu aprendizado na Europa é mal documentado. Acompanhado pela mãe e o irmão, teria primeiro feito uma estadia em Amsterdã, seguindo logo depois para Munique e fixando-se por fim em Berlim. Nesta cidade ingressou na Academia de Belas Artes, dedicando-se à litografia e à pintura e tendo como mestres Arthur Lewin-Funcke, Johann Schönefeld, Otto Scerk, e talvez também Otto Mueller, que era ligado ao grupo Die Brücke. Berlim era nesta altura um fervilhante centro cultural, embora a cidade estivesse decadente. Segundo Ramos, se multiplicavam os cabarés de atmosfera sórdida, a corrupção era comum e a pobreza, generalizada. João Fahrion se associou a um grupo de judeus afeitos ao teatro e à vida boêmia, e só com eles saía para socializar. Fez, porém, contato com artistas das vanguardas modernistas, alguns defensores do Expressionismo ou da Nova Objetividade, outros ligados à fundação da Bauhaus, que advogavam a integração da arte com o artesanato e a indústria e a reestruturação das academias, no contexto de uma Alemanha que buscava se reerguer dos desastres da I Guerra Mundial.
Contudo, não chegou a concluir o curso regular. Sua mãe se preocupava com as influências que João poderia receber das "más companhias" com que andava e, acima de tudo, era assombrada pelo fantasma da depressão, que sabia ameaçar seu filho, assim como vitimara o pai e, antes, o avô, também um suicida. Em 1922, a contragosto e pressionado pela família, João Fahrion voltou para Porto Alegre. No mesmo ano expôs com sucesso no Salão Nacional de Belas Artes, no Rio, recebendo uma medalha de bronze. Em 1924, recebeu a de prata. No ano seguinte, reapareceu na cena gaúcha participando do localmente importante Salão de Outono. Apesar de reconhecido como um talento, o ambiente artístico no estado ainda era modesto, e teve de arranjar sustento aceitando trabalhos "menores", de ilustrador e decorador. Ilustrou edições da revista Madrugada e seções do Diário de Notícias. Para aumentar sua renda, entre 1927 e 1930 deu aulas esporádicas de desenho na Escola Complementar de Pelotas. Também fazia a decoração para festas e outros eventos em clubes de Porto Alegre.

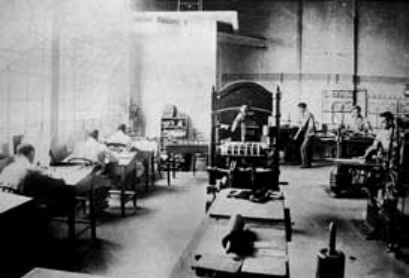
O atelier gráfico da Globo, 1922

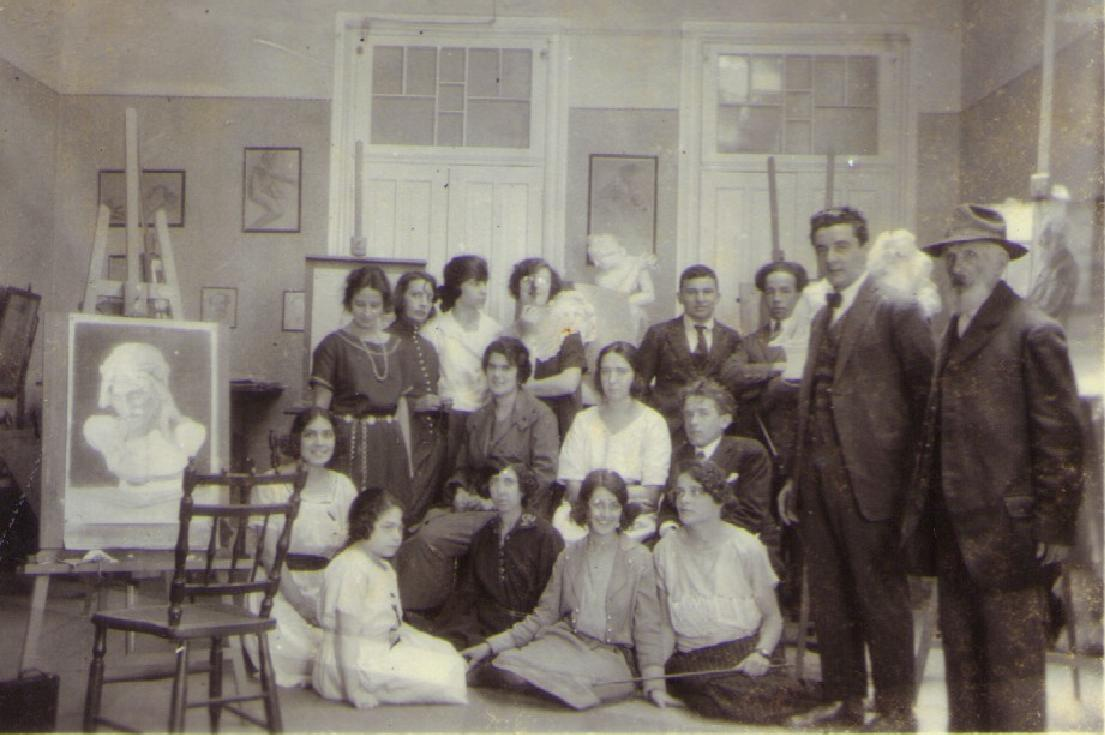
Uma aula de pintura no Instituto em 1925

Porém, em 1929 conseguiu uma colocação fixa no atelier de ilustração da importante Editora Globo, que então era comandado por Ernest Zeuner. Logo Fahrion se destacou na equipe, sendo muito admirado por seus colegas. A Globo editou com ilustrações de Fahrion várias publicações, entre as quais livros infantis de grande circulação, como Alice na Terra das Maravilhas, Heidi e A Ilha do Tesouro, além da célebre Revista do Globo, da qual Fahrion foi capista dezenas de vezes. O ambiente de trabalho era animado com a participação de outros artistas e visitantes, embora o salário mal cobrisse o sustento básico do artista.
Sempre com as finanças apertadas, e mais uma vez por intervenção da família, em 1937 aceitou um emprego mais prestigiado, o de professor de desenho de modelo vivo e pintura no Instituto Livre de Belas Artes de Porto Alegre, deixando seu posto na Globo. Seu problema de depressão era recorrente, mas o diretor da escola, Tasso Corrêa, sabia da situação e decidiu apoiá-lo, contando também com a ajuda de Angelo Guido, professor de história da arte e influente crítico de arte na imprensa, e de outro professor, Benito Castañeda. Tasso inclusive fez vista grossa para as frequentes ausências de Fahrion, impedido de dar aulas pela depressão que às vezes o deixava incapacitado para tudo durante semanas, as quais passava trancado em casa. De qualquer maneira, a experiência e qualificação de Fahrion como artista gráfico foi útil para a academia, dentro do contexto da reestruturação dos cursos acadêmicos que fora imposta pelo governo federal através do Decreto nº 19.851, de 1931.
O grupo da Editora Globo costumava se reunir em bares para a discussão de temas artísticos, entre eles a carência de espaços de exposição na cidade. Dessas reuniões resultou a criação em 1938 da Associação Francisco Lisboa, da qual Fahrion foi um dos fundadores e de cujos salões participou. A Associação, principalmente através de seu Salão, representou um fórum de discussão e divulgação das obras de muitos artistas que não encontravam espaço no Instituto de Artes e se sentiam excluídos do circuito oficial, e até hoje é uma das mais importantes associações de artes no estado.
Seu humor continuava oscilante. Como disse seu sobrinho, "quando entrava em euforia, pintava e farreava sem parar. Aí ele achava tudo muito bom e bacana e dava obras de presente para o primeiro que aparecesse". A família tinha dificuldades para lidar com essa situação. Sabiam que os ciclos se repetiam, e que depois da euforia o artista iria certamente mergulhar de novo na angustiante sombra da doença, quando destruía em fúria muito do que fizera antes. Fahrion foi internado várias vezes em clínicas para tentar controlar seus sintomas, recebendo inclusive eletrochoques, de cujas aplicações ele saía mais calmo, mas cada vez mais introspectivo e taciturno. O artista, porém, certa vez disse que não abriria mão de sua doença, pois reconhecia que ela tinha importante participação no estímulo de seu talento criativo. Segundo relatos da família, em determinada época se apaixonou por uma de suas modelos, uma mulata, mas a família se opôs ao casamento.
Em 1945 sua mãe faleceu, o que lhe deu uma liberdade que só conhecera brevemente em seus estudos na Alemanha, já que a mãe sempre exerceu um estrito controle sobre o filho. A partir de então viveu com o irmão, a cunhada e seu sobrinho, junto com seus vários gatos. Passou a frequentar novamente a boemia, na qual muitos outros artistas e intelectuais eram também assíduos, registrando o ambiente noturno portoalegrense em várias caricaturas e pinturas, incluindo cenas dos bastidores do teatro, um de seus temas preferidos. Ao mesmo tempo, seu prestígio como ilustrador e retratista se firmava solidamente. A partir desta década de 1940 se tornou cada vez mais requisitado para fazer retratos de personagens da elite gaúcha, principalmente de mulheres, e recebeu vários prêmios em salões de arte.
No fim da vida sofreu um completo bloqueio criativo por causa, segundo Antônio Hohlfeldt, do avanço da esclerose, e já não se sentia capaz de desenhar nem objetos simples, o que o entristeceu profundamente. Forçado por urgências financeiras, mesmo assim não abandonou de todo a pintura, mas disse que essa produção tardia e emergencial não valia nada em comparação com o que fizera antes. Em 1966, já bastante debilitado, foi aposentado compulsoriamente pelo Instituto de Artes, ora ligado à UFRGS, mas ainda por algum tempo frequentou a academia para acompanhar a evolução dos alunos. Em 1970, no leito de morte, tendo permanecido solteiro por toda a vida, casou com sua cunhada, já viúva, a fim de que a pensão que recebia da UFRGS passasse para ela, em recompensa pelos muitos anos em que recebera cuidados em sua casa.

### Impressões sobre o homem
O "caramujo de cultura invejável", como o chamou o jornalista Justino Martins, permanece uma figura enigmática. Formou-se sobre ele uma imagem de arredio e taciturno, o que, se em parte é correto, não lhe faz porém toda justiça. José Bertaso, da Editora Globo, registrou que ele fora "uma das pessoas mais interessantes que conheci, apesar de ser homem de poucas falas". Waldeny Elias, um de seus alunos, disse que "Fahrion foi uma das criaturas mais puras que conheci. Apesar de caladão, para quem convivia com ele era espirituoso, tinha saídas muito 'voltaireanas' e numa roda de amigos ele gostava da glosa. [...] Tinha uma capacidade humanística muito grande". Alice Soares e Alice Brueggemann lembraram que às vezes ele contava histórias que faziam todos "rebentar de rir". 
Memórias de alunos referem que ele como professor era muito organizado e metódico, dava a todos uma atenção cuidadosa, embora fosse muito tímido. Seu olhar, entretanto, parecia atravessar as pessoas, "seus olhos não fixavam o mundo, mas distâncias infinitas", como referiu a arquiteta Alice Loforte, que foi sua aluna na década de 50.  Embora tenha chegado a desempenhar funções administrativas na Congregação do Instituto, Círio Simon, que levantou a história da instituição, não encontrou um único registro escrito de suas opiniões sobre o ensino ou sobre seu pensamento artístico, fazendo jus à sua fama de isolado e silencioso. De novo Alice Soares, sua colega na docência, deu uma impressão diferente, dizendo que Fahrion era sim retraído, mas que nas reuniões de professores sempre tinha uma palavra interessante a dizer e era capaz de expor com brilhantismo seus argumentos quando necessário. Além disso, sobrevivem caricaturas suas retratando professores e alunos que revelam sem palavras sua percepção, sutil e mordaz, do ambiente acadêmico.

## Obra

### Contexto e início de carreira
João Fahrion surgiu na cena artística do Rio Grande do Sul em 1925, "lançado" no famoso Salão de Outono de Porto Alegre, junto com outros iniciantes como Sotero Cosme, Oscar Boeira e Antônio Caringi. Organizado por integrantes do Grupo dos Treze, entre eles Helios Seelinger e Fernando Corona, um dos maiores méritos do Salão, no dizer de Flávio Krawczyk, foi revelar ao público a obra desse novos talentos, que mais tarde fariam renome.
O Grupo dos Treze foi uma das forças de renovação moderna das artes sulinas, ainda embasadas nas convenções do Academismo. Nesta época se iniciava no estado um debate - que se arrastaria por décadas - entre os acadêmicos e os modernos. Um novo modelo de civilização estava aparecendo e lutava para se impor sobre um contexto dominado por convenções tradicionalistas, que eram consagradas no ideal da arte acadêmica. O Rio Grande do Sul então era governado por uma oligarquia política de índole autoritária, mas progressista, que se pautava pela doutrina do Castilhismo, a versão local do Positivismo. Este contexto ideológico explica a grande reurbanização por que passou a capital gaúcha no início do século XX, que mudou radicalmente a face da cidade, substituindo o modesto casario colonial pelas construções de vários pisos com fachadas ornamentadas e suntuosos edifícios públicos de dimensões palacianas, e as ruas estreitas, pelos amplos bulevares e avenidas. Na arte da ilustração as novidades modernistas tiveram mais êxito imediato, mas nas artes visuais chamadas "eruditas" os cânones antigos ainda tinha muito peso. Somente quem podia consumir esta arte era a elite endinheirada, para quem o Academismo ainda tinha um forte apelo como símbolo de status, riqueza, poder e tradição.
O Salão de Outono representou, desta forma, um divisor de águas, registrando-se depois dele uma abertura ao debate em torno das novas correntes artísticas. Os modernistas se agrupavam no Clube Jocotó e outros espaços informais, enquanto que o Instituto Livre de Artes, que havia sido fundado em 1908, permaneceu mais algum tempo como um bastião do tradicionalismo, onde Angelo Guido pontificava na teoria e crítica e Libindo Ferrás chefiava as aulas práticas de pintura, ambos de inclinação acadêmica.
Apesar das resistências iniciais, o Modernismo veio e venceu. Na década seguinte era abraçado até pela oficialidade: na grande Exposição do Centenário Farroupilha, em 1935, promovida pelo Governo do Estado, os pavilhões temporários erguidos para receber os expositores eram de uma estética modernista vigorosa, arrojada e criativa. No Instituto, as gerações se sucediam e os novos traziam novas referências. Com a morte do professor Francis Pelichek, em 1937, Fahrion foi convidado a lecionar Desenho do Modelo Vivo. Mesmo que Guido ainda tivesse reservas contra muitos dos princípios modernistas - fazia questão de distinguir entre "ser moderno" e "ser modernista" -, teceu elogios a João Fahrion e citou a recepção entusiástica que telas suas já haviam tido no Rio de Janeiro. Falando sobre sua obra de ilustrador, uma vez que Fahrion também a esta altura já se firmara como um dos melhores em atividade no estado, disse que era de "finíssima sensibilidade".

### Maturidade: núcleos da obra

#### Ilustração
João Fahrion se notabilizou como ilustrador numa fase que Sergio Miceli chamou de surto editorial dos anos 30, quando o mercado editorial brasileiro passou a investir em edições nacionais e não mais tanto na importação. Os gêneros preferidos por um público leitor que crescia eram as aventuras, os enredos épicos e históricos, os romances açucarados e os livros infantis, bem como as revistas de variedades, que mesclavam literatura, moda, conselhos para donas de casa, notícias sociais e políticas, do esporte e cinema, além de entretenimento rápido. Nesta onda de consumo e edição, as ilustrações eram um dos pontos fortes dessas publicações. Eram reproduzidas para impressão a partir de originais em pintura a óleo, guache, gravura, aquarela, desenho e outras técnicas, e possuíam muitas vezes altas qualidades plásticas e um estilo inovador. De fato, essa literatura foi uma das mais eficientes disseminadoras dos princípios do Modernismo em todo o Brasil, permitindo-se grandes liberdades formais nas ilustrações que oferecia. Podiam tanto valer como imagens autônomas, quanto como ilustração de algum texto. Para os artistas plásticos da época, era um grande campo de trabalho que se abria, embora a ocupação de ilustrador fosse vista como uma arte menor, e muitas vezes desprezada pelos artistas com pretensões a erudição. No caso de Fahrion, foi ao mesmo tempo um ganha-pão e um trampolim para o desenvolvimento de seu talento dentro de linhas originais e arrojadas.

Ilustração de João Fahrion para Noite na Taverna, de Álvares de Azevedo, publicada em 1952. O original é da década de 1940

Suas primeiras experiências na área ocorreram quando trabalhou, ao lado de Sotéro Cosme, como capista e editor de arte da revista Madrugada, lançada em 1926 e de trajetória efêmera. Ligada ao Modernismo, a revista se notabilizou pela ousadia do seu trabalho gráfico. Foi, porém, na Editora Globo que sua reputação como ilustrador se consolidou. Sediada em Porto Alegre, a Globo foi a pioneira no Brasil na impressão com linotipo, com tipografia automatizada e com off-set de duas cores. Tinha uma grande e variada linha editorial e um público cativo, lançando obras que circulavam em todo o país. Uma de suas publicações mais conhecidas foi a Revista do Globo, que em seu apogeu só ficava atrás da O Cruzeiro em circulação nacional. Logo introduziu outros melhoramentos técnicos na impressão e passou a investir também na literatura, publicando clássicos do romance com traduções próprias, bem como editando para crianças. A equipe de ilustradores da casa era capitaneada por Ernest Zeuner, que se tornou o venerado decano de uma espécie academia de arte informal, onde se educou e floresceu uma dinastia de criadores visuais importantes para a história das artes do estado, entre eles Sotero Cosme, Oscar Boeira, Francis Pelichek, João Faria Viana, Gastão Hofstetter, Edgar Koetz, Vitório Gheno e Nelson Boeira Faedrich, incluindo Fahrion, que se destacou assim que se uniu à equipe. Deles se exigia que criassem tudo o que se referisse à ilustração e projeto gráfico, desde cenas figurativas complexas até simples vinhetas, lettering e molduras para fotos. Apesar da aura quase mítica que se criou em torno da oficina da Globo, na verdade era na prática quase uma linha de montagem, atendendo a demandas extremamente objetivas e com intenção comercial, ou seja, deviam virtualmente seduzir e divertir o público. Por isso as imagens deviam ter forte nota de novidade, de criatividade, de fantasia e mesmo ousadia e humor; deviam estar sintonizadas com as modas, e muitas vezes tinham um caráter de cartazes. A tônica era "ser moderno".
Fahrion ilustrou a capa e/ou o miolo de mais de cinquenta livros, a maior parte deles para o público infantil. Suas criações mais importantes neste campo são as ilustrações para Alice no País das Maravilhas, de Lewis Carrol, Heidi, de Johanna Spyri, A Ilha do Tesouro, de Robert Louis Stevenson, David Copperfield, de Charles Dickens, e As Aventuras do Avião Vermelho, de Érico Veríssimo, onde, segundo Ramos, sua fantasia atingiu seu ponto culminante. Na literatura adulta, se destacam as séries para Noite na Taverna e Macário, de Álvares de Azevedo, publicados num mesmo volume em 1952, textos soturnos, violentos e sensuais cujo expressionismo chega à beira do delírio e do sobrenatural, qualidades vigorosamente refletidas nas composições de Fahrion. Segundo depoimento de seu sobrinho, Fahrion lia atentamente todos os livros que ilustrava, buscando penetrar no espírito da narrativa. Preferia histórias que se passassem em tempos remotos e países distantes. Entre as capas, a do romance A Boa Terra, de Pearl S. Buck, era a favorita do próprio artista. Destacam-se também as capas para biografias, com retratos dos biografados, tais como Erasmo de Roterdam, de Stefan Zweig, e Cristina da Suécia, de Oskar von Wertheimer, que capturam com força a personalidade dos seus sujeitos. Em muitas delas Fahrion deu às figuras cores surreais, aumentando o impacto visual.
Como capista da Revista do Globo foi também prolífico, embora estas sejam mais leves e mais dirigidas ao consumo imediato. Em seu gênero, porém, são da mesma forma fascinantes pela elegância, diversidade e inventividade de suas composições e soluções gráficas: boa quantidade destas capas evidencia forte influência da Art Déco, com suas típicas melindrosas; em algumas surge a influência dos cartazes do cinema hollywoodiano e da gráfica publicitária, chegando a prenunciar a Pop Art; outras reproduzem retratos de socialites glamourosas, de perfil bastante acadêmico; em outras, ele pinta cenas imbuídas de uma brasilidade arquetípica, como o carnaval nos clubes, os mascarados, a bela mulata e o velho pescador à beira da praia, a boemia, às vezes num clima de caricatura inocente e bem-humorada. Em termos de tratamento da imagem, ele transita com facilidade do puro e rarefeito grafismo à total cobertura da superfície com cor em sfumatos sutis. E para provar como era um artista prestigiado, em uma edição a capa da Revista foi o seu próprio auto-retrato, aparecendo de óculos espessos, chapéu-coco, fumando, diante de uma tela, um raríssimo privilégio concedido a ilustradores então. Praticamente a totalidade dos originais dessas ilustrações se perdeu, uma vez que permaneciam em posse da editora, com a exceção notável da série para Noite na Taverna, salva pelo próprio artista, indignado com o tratamento negligente que seus trabalhos recebiam depois de usados para reprodução impressa.

#### Pintura

Retrato de Maria José Cardoso, 1956, óleo sobre tela

Bastidores, 1951, óleo sobre tela

A obra de Fahrion na pintura se divide basicamente em dois grandes grupos: as obras encomendadas e as criadas de motu proprio. O primeiro grupo se constitui no geral dos retratos de membros da alta sociedade portoalegrense. Muitas vezes não era um trabalho que lhe agradasse, era preciso que o pintor sentisse uma empatia pelo modelo, o que nem sempre ocorria. De qualquer forma, o retrato encomendado proporcionou-lhe um largo reconhecimento público. A maior parte dessas obras são retratos femininos, altas damas com seus vestidos suntuosos, suas jóias e todo o aparato cênico de seus ambientes domésticos requintados, frequentemente incluindo na pintura objetos de valor simbólico, como um livro nas mãos para significar a cultura da retratada, uma estatueta para dizer que ela se interessa por arte, ou que tem uma fortuna suficiente para se dar ao luxo de possuí-la. Várias pinturas desse tipo acabaram sendo publicadas nas capas da Revista do Globo, que era uma das passarelas da moda e da sociedade de então. Fahrion produziu dezenas de retratos entre os anos 40 e 60.
Nestas obras Fahrion é em geral mais conservador - até porque precisava agradar seus patronos conservadores - mas é elegante e sofisticado, e pode introduzir inovações de maneira sutil, na composição dos fundos e dos planos, nas padronagens decorativas e grafismos que traem sua especialização nas artes gráficas e revelam a importância do desenho em sua obra pictórica, e pode explorar a riqueza dos materiais que retrata numa paleta incomum, cheia de azuis e verdes exóticos em originais combinações. Sua formação acadêmica se revela na sólida estrutura compositiva, na felicidade da construção anatômica, no eficiente modelado dos volumes, no sugestivo manejo da luz, na fluência da pincelada. As mulheres são muitas vezes transfiguradas em divas, de uma beleza estatuesca e um tanto fria, mas ao mesmo tempo trazendo à tona sua sensualidade, seja pelos cenários luxuosos, seja pela própria beleza física dessas mulheres, com ombros e braços desnudos e silhuetas de sereia. Como disse Maria Amélia Bulhões, esses retratos são importantes porque testemunham "a condição essencial da mulher em uma sociedade conservadora: ao mesmo tempo sensual e contida". Destes podem ser destacados, em meio a tantos, os retratos de Helga Marsiaj, Luísa di Primio Conceição e Maria José Cardoso. Em outros, pode mostrá-las num clima de maior recato, ou de maior informalidade, como são os retratos de Inge Gerdau e Roseli Becker.
Sua produção mais pessoal na pintura, porém, são as cenas de bastidores de teatro e de circo, e os auto-retratos, onde a influência do Expressionismo e da Nova Objetividade alemã se faz mais clara. Para Diana da Cunha, com essas obras ele se revelou um pioneiro, sendo "um dos primeiros artistas locais a quebrar a hegemonia das paisagens do campo". As cenas, ainda que se refiram ao ambiente teatral, são todas composições de atelier, e são especialmente interessantes pelo seu caráter quase de abstração, concentrando grande força em arranjos altamente formalizados de figuras humanas que não evidenciam maior relação entre si, parecendo alheias a tudo o que se passa à volta, mergulhadas cada uma em seu drama particular, suas lembranças, em esperanças vagas e autoesquecimento, que se transmitem pelos olhares perdidos no nada. Palhaços e pierrôs, dançarinas e mágicos, que vivem para dar alegria a outros, aparecem pensativos, cabisbaixos, melancólicos, inquisitivos. Isso, junto com suas cores incomuns e sua iluminação teatral, empresta a essas obras uma atmosfera quase de sonho, quase surreal, e dá-lhes um sentimento de pungência e solidão, de mal-estar e perturbação. Entre esse grupo podem ser citados como exemplo Camarim (1942), Bastidores (1951), ilustrado ao lado; Duas mulheres com figuras (1959), Bailarina com espelho (1961) e Cena de circo (sem data). Às vezes se incluiu nessas composições, fantasiado ou não, como em seu Auto-retrato entre modelos (sem data). Maria Amélia Bulhões descreveu este aspecto de sua obra:
"Não há uma falsa ilusão de um instantâneo captado; pelo contrário, há sempre a construção de uma cena. Uma montagem quase teatral instaura a imagem apresentada sobre a tela. O preparo detalhado da postura e dos gestos dos modelos fazia parte de sua dinâmica criativa, constituindo o primeiro momento de sua forma estruturante.... Numa época em que não cabiam mais as construções acadêmicas, nas quais o modelo era proposto como falsamente real, ele assumiu corajosamente a artificialidade cenográfica, sem tampouco buscar a fictícia instantaneidade fotográfica dos padrões modernos".

#### Outras obras
O restante de sua produção é um grupo heterogêneo e de todos o menos conhecido e estudado, composto por umas poucas pinturas e desenhos de paisagens e interiores domésticos, um punhado de litografias e murais, mas numerosos desenhos de todos os tipos. Suas caricaturas são notáveis pela sua capacidade de retratar em traços precisos e detalhistas a ampla variedade de compleições, fisionomias e gestualidade dos tipos humanos populares em seus ambientes costumeiros. Assume com elas o papel de um perspicaz cronista do cotidiano, dotado de muita verve irônica, mas sensível ao patético da condição humana. São notáveis por exemplo as caricaturas do Bar Panamericano, do interior de um bonde e da fila do ônibus. Sobrevive também uma caricatura mostrando três colegas do Instituto de Artes, Angelo Guido, Fernando Corona e Luiz Maristany de Trias, com aparências nada lisonjeiras, e tampouco seus alunos escaparam de sua lente gráfica.
Suas litografias são poucas mas de grande qualidade, e nelas ele expressa uma faceta inteiramente distinta de seu caráter artístico. São grupos de pessoas efetivamente conectadas entre si, ao contrário do alheamento mútuo das cenas de bastidores. São exemplos a Modinha (1944) e A Fonte (1944). Modinha, que recebeu medalha de prata no Salão Nacional de 1944, retrata um grupo de gaúchos tomando chimarrão e ouvindo a música de um gaiteiro. A composição, a despeito do tema tradicionalista gauchesco, é tudo menos tradicional dentro da iconografia deste tema: o gaiteiro está deitado no chão, displicente; há uma mulher nua a seus pés, e atrás deles um casal se abraça. Em toda a composição a sensualidade extravasa, e como detalhe fetichista, a mulher nua calça um sapato de salto alto. Em A Fonte ele reconstrói uma cena da Antiguidade clássica através do filtro modernista, mas outra vez a sensualidade é enfatizada. Várias moças estão se movendo em torno de uma fonte, com cântaros à cabeça, em poses lânguidas e corpos desnudos ou parcialmente vestidos. O próprio Angelo Guido, um crítico da ala conservadora, elogiou suas qualidades inovadoras: "O motivo foi transfigurado na estilização. As figuras, com seus nus voluptuosos, desenhadas com tanta sutileza, saltaram do subconsciente, onde o real se transformou em visão estética.... Eis um modo de ser eminentemente moderno, sem transcender o real, sem, entretanto, desandar para as deformações chocantes, sem renunciar-se ao sentido de compreensão, de clareza e de um sentimento de beleza que, pelo fato de se fazer entender, nada tem de superficial". É semelhante Serenidade (1940), que para Scarinci é uma das primeiras litografias verdadeiramente criativas produzidas no estado, mas em Madona (1942) a austeridade classicista predomina. Nos seus também poucos trabalhos murais ele acentuou o caráter abstrato, estilizado e classicista da composição, a exemplo daqueles que deixou no sétimo andar do prédio do Instituto de Artes.

### Fahrion por ele mesmo

Auto-retrato de João Fahrion, sem data

João Fahrion deixou poucos registros escritos sobre seu mundo interior, sua percepção do externo, sobre a arte, mas em compensação produziu uma magnífica e extensa série de auto-retratos, cuja importância no Rio Grande do Sul só é excedida pela obra de Iberê Camargo neste gênero, e que são importantes também porque oferecem vislumbres a respeito do homem por trás do artista. Fahrion retratou a si mesmo de vários modos, em dezenas de obras criadas ao longo de toda sua carreira. Em várias ele dá vazão a um elemento brejeiro, jocoso, e se retrata fantasiado, como na mais antiga delas, de 1925, mostrando o pintor vestido de arlequim, sentado como um modelo a posar, com expressão compenetrada. Noutras aparecem coleções de objetos carregados de afetos e significados simbólicos, como brinquedos de criança, máscaras, livros, bonecos, espelhos, fantasias, auto-retratos dentro de auto-retratos. Seu olhar é via de regra penetrante, quase desafiador. Em termos técnicos, são muitas vezes obras arrojadas e vibrantes, com enorme liberdade e violência na pincelada, desestruturando a continuidade dos planos do espaço, rarefazendo a matéria pictórica e formando a figura apenas com traços toscos, mas precisos, seguros e essenciais, que tornam muitas delas na prática desenhos a pincel. Para Paula Ramos, há nesses retratos uma constante tensão entre a liberdade e a necessidade do domínio de uma técnica específica para o fim da representação eficiente, uma tensão que também foi apontada pelo crítico Carlos Scarinci.
Entre seus escritos se encontram alguns poemas em versos livres, na maioria das vezes humorísticos ou sarcásticos, que revelam um pouco de seu pensamento. Em um cartão de Natal para seu sobrinho, escreveu:
"Raul
Eu trago aqui
E para ti
O 'elemento'
O fermento
Para o fuzil e tudo o mais.
Coitados dos tico-ticos e pardais...
Lembra-te entretanto
Que estourando
Do trabuco o caniço
Vira tudo em chouriço!
Teu colega enternecido - Benevides Burrecido".
Em outro bilhete para o sobrinho recolheu várias frases ao modo de reflexões: "Diz-se que o homem difere do animal pelo rir; eu acho que ele se difere pelo rabo que (lhe) falta". "A experiência para a vida não é nada mais do que saber que por debaixo do arame no qual nos equilibramos fica o vácuo do abismo". "O homem precisa crer em alguma coisa; pois eu creio na burrice beatificada". Suas leituras também dão outras pistas: preferia a literatura romântica germânica, de autores como Hoffmann, Heine e Goethe, mas apreciava também Boccaccio e Cervantes. Nesta literatura são frequentes os temas trágicos, misteriosos, existencialistas, melancólicos, que refletem sua experiência pessoal. Possuía um livro ilustrado sobre a obra do pintor Edvard Munch, seu preferido, autor de uma obra também tingida pelo trágico, ao qual recorria amiudadamente, embora a família soubesse que depois de cada leitura Fahrion iria mergulhar em depressão.
Também deixou algumas declarações sobre o mundo da arte, publicadas em dois polêmicos artigos no Correio do Povo, textos interessantes pela sua raridade e contundência, onde em linhas gerais combateu os excessos do Modernismo, em especial a abstração, o aplauso excessivamente rápido das novidades, e a primazia do discurso sobre a experiência direta:

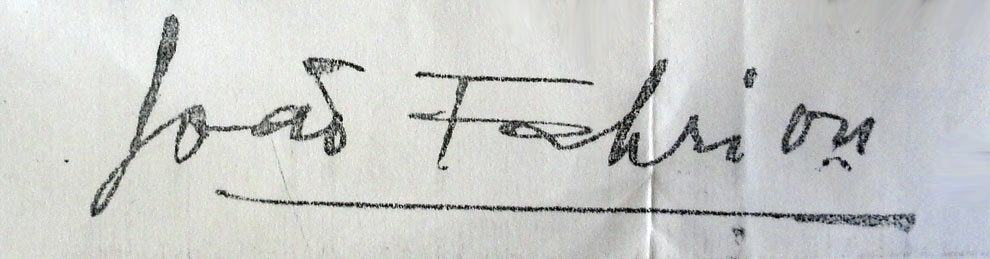
Assinatura de João Fahrion em carta autógrafa. Acervo documental do MARGS

"Não é de se duvidar aqui da Arte atual na sua autenticidade. O que dá a pensar é que seja levada a estes extremos desesperados como a estes que assistimos, demonstrando praticamente a irresistibilidade e a supervalorização da especulação experimental - analítica pelo apelo de teorias e tendências de última ou penúltima hora. Seria curioso procurar paralelos entre esta espécie de recepcionismo em crítica artística e a Arte de hoje, enquanto que a primeira com aparências de vidência iluminada, parece exibir-se com estertores proféticos pela caça frenética à palavra divinatória, e com agilidade de prestidigitador, fazer aparecer os pombos brancos e os coelhinhos metafísicos da cartola com seus 'ismos' bem catalogados.... Nas atividades artísticas que presenciamos em nosso meio, as conferências sobre Arte gozam de grande preferência e interesse geral.... Pois é evidente que é sempre mais fácil e acessível ao comum entender a palavra falada e sonora do que o silêncio desconcertante de uma obra de Arte que não explica o porquê da sua presença...."
"Todas estas ideologias, fumaças e teorias especulantes e dogmas pela renovação da forma em Arte, são quase que um convite para muitos.... poder encobrir deficiências da capacidade sob o manto de que, no abstrato, se manifeste a libertação da expressão artística direta, imediata.... Dizem - 'refletir a natureza em cores e formas é macaquice'. A argumentação é por demais conhecida e surrada. Mas o que dá a pensar é que, desde os primeiros abstracionismos e seus derivados, e isso já há meio século, é só lembrar Kandinsky, as pesquisas continuam marcando passo e sempre no mesmo cordão do tam-tam frenético e desvairado.... Haverá uma via crucis mais enfastiante, cansativa, do que visitar uma exposição, uma coletânea, uma galeria, com arrebanhamentos exclusivos de tachismos, informalismos e outros absolutismos? Não sei. Não é como estar numa reunião de surdos-mudos? A 'conversa' é animada e gesticulante, e a anedota foi, pelo efeito, visivelmente chispante, porém..."
Ao mesmo tempo, ironizou o artista que busca a celebridade instantânea. Também questionou o uso político ou meramente decorativo da arte pelas instâncias oficiais e deplorou a baixa qualidade estética dos monumentos públicos. Não obstante, tinha consciência da importância do contexto regional na produção e consumo de arte como meio de dar-lhe autenticidade e força:
"Devemos porém não desconhecer que as ondas da maré quando aqui chegadas já em parte perderam o seu élan, e não chegam a estorvar muito o doce nirvana que se pressupõe a um provincialismo que se resguarda de maiores abalos pelos impactos da Arte vanguardista... Entendendo a Arte como manifestação que encontra suas características no meio ambiente do qual despontou, não podemos ver na palavra provincialismo menos do que a legitimidade desta Arte".

## Fortuna crítica
Seu talento foi revelado cedo e desde logo recebeu críticas positivas. Sua primeira exposição pública, em 1920, lhe rendeu elogios de Fernando Corona e José Rasgado Filho. No ano seguinte, durante seus estudos na Europa, a família recebeu uma carta de um dos seus professores, Scerk, atestando que ele se distinguia "pelo zelo e um talento extraordinário, de maneira que se pode predizer-lhe com certeza grandes sucessos na carreira de artista". Nos primeiros salões de que participou, as edições de 1922 e 1925 do distinguido Salão Nacional, no Rio de Janeiro, recebeu medalhas, e assim que retornou a expor em Porto Alegre também recebeu atenção do público e da crítica.
Entre os anos 30 e 40, durante sua carreira de ilustrador, através da Revista do Globo e dos livros que ilustrou, seu nome foi conhecido e prestigiado em todo o Brasil, e seus retratos da elite confirmaram sua fama entre os riograndenses. Nestas décadas recebeu vários outros prêmios nacionais e estaduais. Em crítica de 1944, o conservador Angelo Guido já se rendia inteiramente ao seu talento: "Se a arte é revelação de sensibilidade que conquistou plenamente os meios técnicos para expressar-se, João Fahrion é artista no mais nobre sentido da expressão, um dos mais requintados artistas brasileiros de nossos dias". Na exposição que realizou no Museu Nacional de Belas Artes, em 1953, Celso Kelly deu-lhe uma boa acolhida, declarando que seu vulto tinha inegável importância para as artes sulinas, e "sua pintura - vale a pena ver - denuncia logo uma vocação plástica irresistível. Desenha com segurança, sem nenhum artifício, plantando os elementos perfeitamente à vontade em suas composições.... Está preso à realidade e ao figurativismo, mas os interpreta com largueza, com vigor, com juventude". Aldo Obino, por outro lado, ao fazer referência ao mesmo evento, disse que a crítica carioca o havia "destratado", mas não deu mais detalhes.
A partir dos anos 60 sua presença no centro do país parece ter-se progressivamente desvanecido, mas em seu estado continuou em alta. Em sua morte em 1970 todos os obituários locais teceram encômios ao seu talento versátil e à sua obra polimorfa. Por ocasião de sua retrospectiva em 1971 no Círculo Militar de Porto Alegre, que reuniu quase setenta obras, a crítica gaúcha voltou a lustrar-lhe a imagem. Na retrospectiva organizada pelo Museu de Arte do Rio Grande do Sul em 1976, intitulada João Fahrion Revisitado, novamente se provou que ainda era tido como um criador notável. Fernando Corona nesta ocasião o chamou de "um de nossos maiores artistas plásticos", ao que Décio Presser e Luís Carlos Lisboa fizeram eco, nomeando-o o primeiro de "um dos mais importantes artistas gaúchos" e, o segundo, de "um dos pilares da pintura e do desenho das artes plásticas do Rio Grande do Sul". Também nesta época apareceu no Correio do Povo um longo artigo de Carlos Scarinci, que reconheceu seu valor nas várias áreas a que se dedicou, mas também apontou conflitos internos em sua obra e encareceu a necessidade de estudos mais profundos.

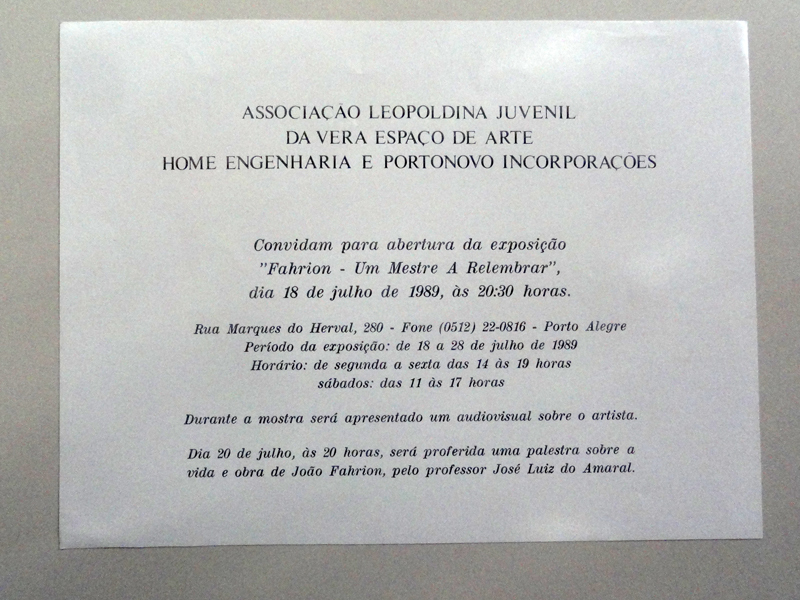
Convite para a retrospectiva Fahrion - Um Mestre a Relembrar, 1989. Acervo documental do MARGS

Seu prestígio ainda era grande no final da década de 80, quando em 1989 o Da Vera Espaço de Arte e a Associação Leopoldina Juvenil promoveram outra retrospectiva: Fahrion - Um Mestre a Relembrar. No catálogo, Paulo do Couto e Silva o chamou de "uma das mais fortes individualidades da pintura brasileira", dono de um estilo personalíssimo, mas lamentava que no restante do Brasil já estivesse bastante esquecido. Comentando a mostra na imprensa, Evelyn Berg relembrou a fama de que ele desfrutara em vida e concluiu dizendo que ele efetivamente deixara uma marca poderosa atrás de si. Ainda em 1989 o Instituto Estadual de Artes Visuais lançou um projeto dedicado a revelar jovens talentos que levou o seu nome em referência ao seu papel de introdutor de novas ideias na arte estadual. Passados quase dez anos, Eduardo Veras, entretanto, lamentou a rápida perda da memória coletiva sobre o artista, pois no centenário do seu nascimento, em 1998, na própria Porto Alegre não fora programada nenhuma homenagem oficial, nenhuma exposição, nenhuma retrospectiva, apesar de a esta altura seu nome batizar espaços institucionais na Casa de Cultura Mário Quintana, no Centro Cultural APLUB, no MARGS, na Reitoria e no Instituto de Artes da UFRGS.
A crítica recente o considera um mestre de inegável relevo estadual, mas ainda está a merecer uma análise mais detida e uma divulgação mais larga. Devido à sua doença formou-se uma espécie de cortina de silêncio em seu redor, e pouco sobre sua vida e obra foi registrado enquanto viveu, o que prejudica a pesquisa atual. Salvo a tese de doutorado de Paula Ramos, onde ele é estudado em detalhe, mas junto com outros, e a dissertação de mestrado de Solange Vignoli, esta exclusivamente dedicada ao artista, mas que não recebeu publicação, não existem outras pesquisas substanciais sobre sua vida e obra, ele ainda não tem um livro direcionado para o grande público. Não admira, assim, que ele seja um desconhecido para muitos e que ainda sofra vários preconceitos, seja daqueles que consideram a ilustração uma expressão menos "nobre" de arte, seja dos que, acusando-o de diletante e provinciano, ignoram sua formação europeia, sua vasta cultura visual e literária, seu zeloso profissionalismo e sua completa dedicação à arte, seja daqueles que ainda o vêem apenas como um acadêmico servil aos gostos de uma elite conservadora.
É fato, porém, que ele, tendo tido contato de primeira mão com as vanguardas modernistas europeias em plena ebulição e permanecendo por toda sua carreira sempre atento aos movimentos internacionais, contribuiu valiosamente para dinamizar as artes do Brasil e mais especificamente do Rio Grande do Sul no momento crucial da transição do sistema cultural acadêmico para o modernista. Para Obino ele foi um verdadeiro pioneiro. Deixou uma obra extensa, variada, erudita e requintada, tecnicamente habilidosa, sensível, e que incorporou elementos de ambas as estéticas em disputa, criando um estilo pessoal que se tornou inconfundível - o que por si só já é coisa notável. Talvez este caráter híbrido e transicional, essa incerteza, esse "vácuo do abismo" sobre o qual nos equilibramos, como ele mesmo uma vez disse, e que é sensível em tantas de suas composições, seja uma das fontes do desconforto que impede certa parcela da crítica e do público de apreciar mais sua realização. Já se percebeu pelo menos que sua obra é mais ambígua, rica e desafiadora do que uma apreciação rápida poderia dizer, o que enfim deixa a questão sobre sua real grandeza para ser respondida no futuro. Como disse José Luiz do Amaral, entre a complexa variedade de seu trabalho "há, entretanto, a evidência de um mesmo projeto, de uma mesma maneira de ver e de expressar o mundo. Esta unidade do trabalho de João Fahrion nem sempre tem sido percebida pela crítica apressada que não consegue ver em seus retratos senão a temática da vida em sociedade e sequer se preocupa em verificar a significação do procedimento pictórico enquanto linguagem e processo de elaboração plástica". Walmir Ayala registrou que "dentro de um processo de evolução da figura em direção à Pop Art e ao Hiper-realismo, esta obra de Fahrion, por seu espírito renovador, ocuparia um lugar de destaque". Finalmente, os pesquisadores do Museu Nacional de Belas Artes sintetizam sua posição atual: "De temperamento fechado e vida recolhida, seu trabalho é bastante reconhecido no Rio Grande do Sul e em coleções particulares.... O realismo de seus pincéis ao registrar cenário e ambiente femininos, a firmeza do desenho aliado à sensível expressividade fisionômica de suas personagens, testemunham a qualidade da produção de Fahrion, que, sem dúvida, merece um destaque maior daquele que lhe foi atribuído até hoje".
Entre seus alunos mais notáveis podem ser citados Waldeny Elias, Plínio Bernhardt, Ernesto Frederico Scheffel, Iberê Camargo e Regina Silveira. Tem obras nos acervos da Pinacoteca Barão de Santo Ângelo, na Pinacoteca APLUB, na Pinacoteca Aldo Locatelli, no Museu de Arte do Rio Grande do Sul, no Instituto Cultural Brasileiro Norte-Americano; no Museu da UFRGS e no Museu Nacional de Belas Artes, além de inúmeras coleções privadas.

### Premiações
Segue uma lista de suas distinções mais significativas:
- Medalha de bronze no Salão Nacional de Belas Artes (1922)
- Medalha de prata no Salão Nacional de Belas Artes (1924)
- Prêmio Hemisfério Ocidental no Salão Nacional de Belas Artes (1939)
- Medalha de ouro no II Salão de Belas Artes do Rio Grande do Sul (1940)
- Prêmio Aquisição no Salão Nacional de Belas Artes (1940)
- Medalha de prata no Salão Nacional de Belas Artes (1944)
- Prêmio Aquisição no Salão Nacional de Belas Artes (1953)
- Prêmio Caixa Econômica do Rio Grande do Sul no Salão Oficial de Belas Artes do Estado (1955)